# Набати, Кямран Рашидович
Кямран Рашидович Набати (род. 23 ноября 1994, Буйнакск, Дагестан) — российский тайбоксер. Серебряный призёр чемпионата Европы (2013). Бронзовый призёр чемпионата мира (2014). Серебряный призёр чемпионата мира (2015). Обладатель Кубка мира (2016). Трёхкратный чемпион России (2014, 2016, 2019) и пятикратный обладатель Кубка России (2012, 2013, 2014, 2015, 2021). Мастер спорта России международного класса (2015).

## Биография
Родился 23 ноября 1994 года в Буйнакске, Дагестан. Воспитанник дагестанской школы тайского бокса, тренируется под руководством заслуженного тренера России Абдулнасыра Меджидова.
В 2015 году получил звание «Мастер спорта России международного класса» и дебютировал на профессиональном ринге.
В 2022 году стал чемпионом RCC Fair Fight в весовой категории до 65 кг.
Также выступал в кикбоксинге.